# اثنين عيد الفصح

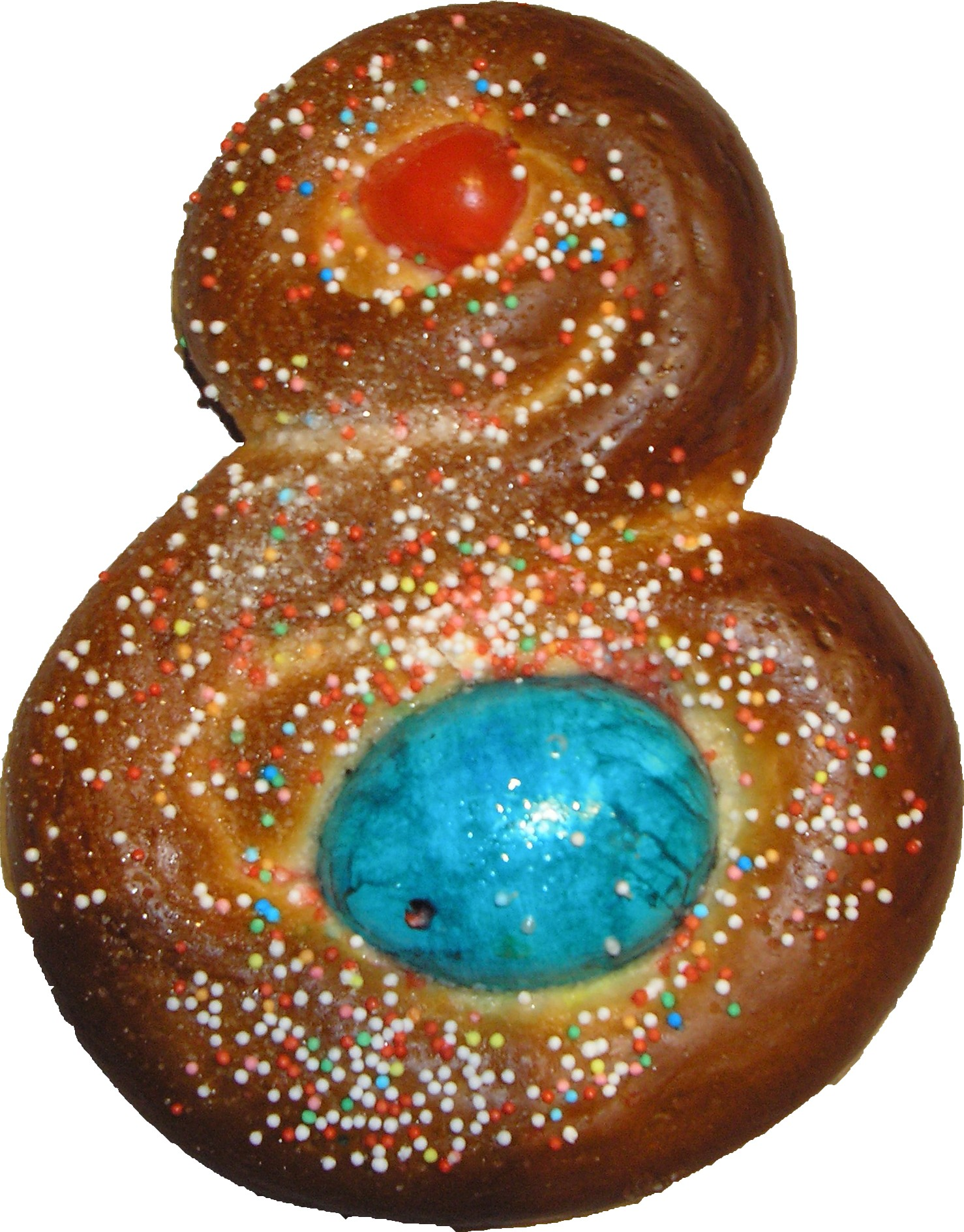
بلنسية "منى"

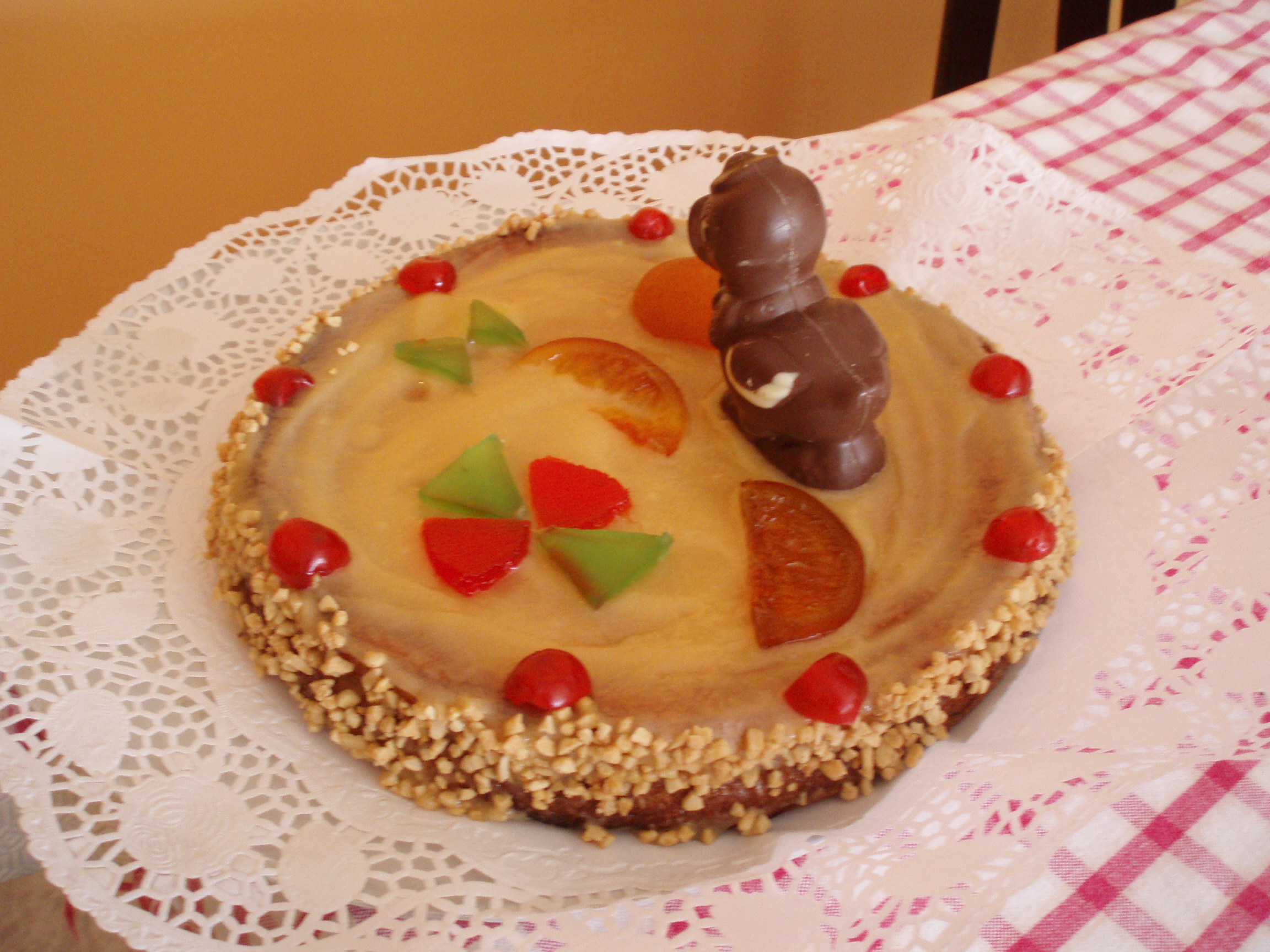
"منى" الكاتالونية

عيد الفصح الاثنين أو يوم الاثنين ليوم الفصح الثامن هو اليوم الذي يلي عيد الفصح أو أو أحد القيامة أو أحد الفصح، الذي يتم الاحتفال به (والاحتفال) في الكثير من أنحاء العالم. ولكن منذ النظام الليتورجي الجديد لبابلو السادس ، مع ذلك، لا يُنظر إليه على أنه عيد طقسي ؛  يتعلق الامر بأنه اليوم الثاني فقط من أوكتاف عيد الفصح ،  فترة احتفال المسيحيين بقيامة المسيح .  في إسبانيا عطلة في كاتالونيا وجزر البليار وفالنسيا ونافارا وبلد الباسك وكانتابريا ولاريوخا ، وفي بعض المدن في شرق اراغون lراغون ( سينكا ميديو ) وكذلك في أستورياس (مثل أفيليس ) وكاسيريس ( Arroy da luz وJaraíz de la Vera وTrujillo وJaraicejo ) و Badajoz ( La Garrovilla ).
يمثل هذا اليوم في كاتالونيا وفالنسيا نهاية ألاسبوع المقدس . تتجمع العائلات والأصدقاء لتناول الطعام monas de Pascua ، بينما تُعقد العديد من الاجتماعات والأنشطة الثقافية.

## المنشورات ذات الصلة
- عيد الفصح منى
- عيد الفصح
- حليب مقلي
- خبز فرنسي محمص